# 俞昌旋
俞昌旋（1941年7月—2017年5月23日），福建福清人，生于荷屬東印度爪哇岛（今印度尼西亚），中国物理学家，中国科学技术大学教授、博士生导师。

## 生平
1941年生于荷屬東印度爪哇岛（今印度尼西亚），1948年随父母回国。1959年毕业于厦门集美中学。1965年，俞昌旋从中国科学技术大学近代物理系毕业并留校任教。1993年任教授、博士生导师。1994-1998年，任中国科技大学近代物理系主任。2007年12月27日，俞昌旋当选为中国科学院院士。
俞昌旋长期从事等离子体物理实验、等离子体诊断的研究与教学工作。现任核聚变与等离子体物理学会理事、核工业环流器开放实验室和高温高密度等离子体物理国防科技重点实验室学术委员会委员。